# MRBM
MRBM (angleško Medium Range Ballistic Missile) je vojaška kratica, ki označuje Balistična raketa srednjega dosega.